# Ceramius doursii
Ceramius doursii är en stekelart som beskrevs av André 1884. Ceramius doursii ingår i släktet Ceramius och familjen Masaridae. Inga underarter finns listade.